# Ismail al-Faruqi
Ismail Raji al-Faruqi (arabă إسماعيل راجي الفاروقي; n. 1 ianuarie 1921, Jaffa, Palestina sub mandat britanic – d. 27 mai 1986, Wyncote⁠(d), Cheltenham Township⁠(d), Pennsylvania, SUA) a fost un filosof și cercetător musulman palestinian-american, cunoscut pentru contribuțiile sale în studii islamice și în dialogul interreligios. A studiat la Universitatea Al-Azhar din Cairo și a predat în America de Nord, inclusiv la Universitatea McGill din Canada. Al-Faruqi a fost profesor de religie la Universitatea Temple, unde a fondat și condus programul de Studii Islamice. A cofondat Institutul Internațional de Gândire Islamică (IIIT) pentru a sprijini cercetarea islamică. A scris peste 100 de articole și 25 de cărți, inclusiv Etica creștină: o analiză istorică și sistematică a ideilor dominante și Al-Tawhid: implicațiile sale pentru gândire și viață, în care a abordat teme precum gândirea islamică, etica, monoteismul și relațiile interreligioase.

## Viața timpurie și educația
Al-Faruqi s-a născut în Jaffa, în Palestina sub mandat britanic. Tatăl său, Abd al-Huda al-Faruqi, a fost judecător islamic (qadi). A fost educat acasă și la moscheea locală, apoi a urmat Collège des Frères de Jaffa în 1936, condus de dominicani francezi.
În 1942 a lucrat ca registrator pentru administrația britanică în Ierusalim, iar în 1945 a fost numit guvernator districtual în Galileea. După războiul arabo-israelian din 1948, s-a mutat la Beirut, în Liban, unde a studiat la Universitatea Americană din Beirut. Acolo a fost influențat de ideile naționalismului arab, care i-au modelat ulterior conceptul despre ‘urubah (arabism). Apoi a studiat filosofie la Universitatea Indiana, obținând un masterat în 1949. După ce s-a căsătorit cu Lois Lamya al-Faruqi, a obținut un alt masterat la Universitatea Harvard în 1951 și un doctorat în 1952, tot la Indiana.
După finalizarea studiilor, s-a întors spre valorile islamice, considerând că ele oferă o bază solidă pentru comportamentul moral.

## Carieră academică
În 1958, a predat la Facultatea de Teologie a Universității McGill, unde a aprofundat studiul creștinismului și iudaismului. A colaborat cu filosoful pakistanez Fazlur Rahman, care i-a influențat gândirea despre dialogul interreligios. Între 1961 și 1963 a fost profesor vizitator la Institutul Central de Cercetare Islamică din Karachi, Pakistan.
A revenit în Statele Unite în 1964 și a predat la Universitatea din Chicago și la Universitatea Syracuse. În 1968 a devenit profesor la Universitatea Temple, unde a fondat Programul de Studii Islamice. Printre studenții săi s-a aflat și John Esposito.
În 1977, a ajutat la organizarea primei Conferințe Mondiale privind Educația Musulmană în Mecca, care a dus la înființarea mai multor universități islamice la nivel global.

## Filosofie și idei
Filosofia lui al-Faruqi se baza pe principiul tawhid (monoteismul), pe care îl considera fundamentul civilizației islamice. Pentru el, tawhid unifică toate aspectele vieții: credința, etica, societatea și cunoașterea. Acest principiu cere ca oamenii să acționeze ca califi pe Pământ, cu responsabilități morale față de ceilalți și față de natură.
El critica ideologiile seculare, cum ar fi materialismul și umanismul secular, considerând că acestea distrug unitatea cunoașterii și viața morală. Al-Faruqi susținea că doar monoteismul oferă o bază coerentă și transcendentă pentru comportamentul etic și guvernarea societății.
El a susținut că guvernarea islamică permite existența comunităților religioase diverse, fiecare având propriile legi și practici sub protecția unui stat islamic. Evreii și creștinii ar putea trăi astfel în cadrul sistemului islamic, sub jurisdicția propriilor curți religioase.
Critica sa față de sionism s-a bazat pe ideea că este o ideologie naționalistă, contrară principiilor religioase iudaice. El considera că sionismul a dus la nedreptăți pentru palestinieni și că înlocuirea lui ar putea permite o coexistență mai justă.
Al-Faruqi a dezvoltat și conceptul de meta-religie, prin care diverse tradiții religioase pot colabora pe baza unor valori etice comune, fără a-și compromite convingerile doctrinare.

## Realizări academice
În 1980, al-Faruqi a cofondat Institutul Internațional de Gândire Islamică (IIIT), pentru a promova o abordare islamică în știință și educație. A promovat și dialogul interreligios ca mijloc de a construi respect și pace între islam, creștinism și iudaism.

## Moartea
În mai 1986, al-Faruqi și soția sa au fost uciși în casa lor din Pennsylvania de către Joseph Louis Young, care a fost condamnat la moarte și a murit în închisoare în 1996. Fiica lor a fost grav rănită, dar a supraviețuit.